# Gino Leineweber
Gino Leineweber (bürgerlich: Gerd Uwe Leineweber; * 17. September 1944 in Hamburg) ist ein deutscher Schriftsteller.

## Leben
Gino Leineweber entstammt einer Kaufmannsfamilie.  Er war zunächst, ab 1972, als Steuerberater in eigener Praxis, zuletzt in Hamburg-Rotherbaum, tätig. Diese Tätigkeit gab er 1998 auf, um mit dem Künstlernamen Gino Leineweber fortan als Schriftsteller zu arbeiten. Von 2003 bis 2008 arbeitete er daneben als Redakteur für die vierteljährlich erscheinende Zeitschrift Buddhistisches Monatsblatt, die von der Buddhistischen Gesellschaft Hamburg herausgegeben wurde. Seine ersten Bücher veröffentlichte er im Jahre 2002. Ab 2003 war er Vorsitzender der Hamburger Autorenvereinigung (HAV). Dieses Amt gab er 2015 auf und wurde von den Mitgliedern des Verbandes zum Ehrenvorsitzenden gewählt. Seit 2013 ist er Präsident der internationalen Vereinigung Three Seas Writers’ and Translators’ Council (TSWTC) mit Sitz in Rhodos, Griechenland. Er ist Mitglied in der Hamburger Autorenvereinigung, dem Verband deutscher Schriftstellerinnen und Schriftsteller und dem PEN-Zentrum deutschsprachiger Autoren im Ausland (Exil-P.E.N).
Seit 2005 ist er Stellvertretender Vorsitzender der Irmgard-Heilmann-Stiftung in Hamburg. Außerdem ist er Vorsitzender der Jury des Hannelore-Greve-Literaturpreises.
Gino Leineweber war von 1971 bis 2002 Mitglied der Deputation der Finanzbehörde Hamburg und von 1991 bis 2015 Mitglied der Deputation der Kulturbehörde Hamburg.
2009 wurde Gino Leineweber zum 1. Vorsitzenden des Buddhistischen Maha Viahara e. V. (ex Buddhistischer Vihara Hamburg e. V.) gewählt, der seit 2014 in Schneverdingen einen buddhistischen Tempel in der Theravada-Tradition betreibt.

## Werk
Gino Leineweber ist Verfasser von Kurzgeschichten, Biografien, Lyrik und Reiseromanen. In seinen Essays beschäftigt er sich hauptsächlich mit den Themen Flucht, Exil und Immigration. In 2011 hat er mit vier anderen Schriftstellern den Verlag-Expeditionen gegründet, dessen Hauptzweck die Veröffentlichung von E-Büchern der Backlist von Autoren ist.

## Veröffentlichungen

### Autor
- Der untragbare Staatsrat in der Anthologie Denk ich an Hamburg, Langen Müller, 2004; ISBN 978-3-7844-2968-7
- Der 50. Geburtstag in der Anthologie Meere, Langen Müller, 2007; ISBN 978-3-7844-3083-6
- Donnas Weihnachtsmann in der Anthologie Weihnacht, Langen Müller, 2010; ISBN 978-3-7844-3231-1
- Gestern in der Anthologie Spuk in Hamburg, Verlag Expeditionen, 2014; ISBN 978-3-943863-10-9
- Wo der Teddybär lebt, Reiseroman, Verlag Expeditionen, 2014; ISBN 978-3-943863-32-1
- Studenten in Sarajevo in der Anthologie ... und Bosnien nicht zu vergessen, Verlag Das Bosnische Wort, 2008; ISBN 978-3-939407-89-8
- Ilidža in der Anthologie ... und Bosnien nicht zu vergessen, Verlag Das Bosnische Wort, 2008; ISBN 978-3-939407-89-8
- Brücke der Hoffnung in der Anthologie Brücke der Hoffnung, Verlag Das Bosnische Wort, 2015; ISBN 978-9958-12-236-1
- Dein Wort sei Ja in der Anthologie Ankunft im Dazwischen Verlag Das Bosnische Wort, 2015; ISBN 978-9958-12-237-8
- Aus der Traum, Kurzgeschichten, Verlag Wiesenburg, 2014; ISBN 978-3-95632-117-7
- Francisco Pizarro, Biografie, Verlag Edition Nordwindpress, 2002; Verlag Expeditionen, 2013; ISBN 978-3-943863-18-5
- Ernest Hemingway, Biografie, Verlag Edition Nordwindpress, 2011; Verlag Expeditionen, 2013; ISBN 978-3-943863-22-2
- Bhante Puññaratana,  Biografie, Verlag Expeditionen, 2014; ISBN 978-3-943863-27-7
- Jahreszeiten, Lyrik-Hörbuch, Verlag Das Bosnische Wort, 2009
- Silberfäden, Lyrik,  Verlag Wiesenburg, 2012; ISBN 978-3-943528-31-2
- Mystik und Wahrheit, Essays und Lyrik in der Edition Bardi Leben, Liebe, Zeit und Vergänglichkeit, Jeudi Verlag, 2012
- Jahreszeiten, Lyrik, Verlag Expeditionen, 2013; ISBN 978-3-943863-19-2

### Herausgeberschaft
- Meere, Anthologie, Langen Müller, 2007; ISBN 978-3-7844-3083-6
- Weihnacht, Anthologie, Langen Müller, 2010; ISBN 978-3-7844-3231-1
- Spuk in Hamburg, Anthologie, Verlag Expeditionen, 2014; ISBN 978-3-943863-10-9